# Équipe du Kazakhstan féminine de football
Cet article traite de l'équipe féminine. Pour l'équipe masculine, voir Équipe du Kazakhstan de football.
Maillots
L'équipe du Kazakhstan féminine de football est l'équipe nationale qui représente le Kazakhstan dans les compétitions internationales de football féminin. Elle est gérée par la Fédération du Kazakhstan de football. Le Kazakhstan faisait autrefois partie de l'AFC, et est membre de l'UEFA depuis 2002.
La sélection dispute les phases finales de la Coupe d'Asie féminine de football à trois reprises : en 1995, où elle joue son premier match officiel le 24 septembre à Kota Kinabalu contre Hong Kong, en 1997 et en 1999. Le Kazakhstan n'a jamais participé à une phase finale de Championnat d'Europe féminin de football, de Coupe du monde ou des Jeux olympiques.

## Classement FIFA
| Année              | 2003 | 2004 | 2005 | 2006 | 2007 | 2008 | 2009 | 2010 | 2011 | 2012 | 2013 | 2014 | 2015 | 2016 | 2017 | 2018 | 2019 | 2020 | 2021 | 2022 | 2023 | 2024 |
| ------------------ | ---- | ---- | ---- | ---- | ---- | ---- | ---- | ---- | ---- | ---- | ---- | ---- | ---- | ---- | ---- | ---- | ---- | ---- | ---- | ---- | ---- | ---- |
| Classement mondial | 61   | 64   | 63   | 67   | 65   | 62   | 62   | 78   | 76   | 65   | 63   | 70   | 71   | 64   | 67   | 71   | 76   | 77   | 86   | 101  | 99   | 106  |